# Simon Terry
Simon Terry   (Stirling, 27 de març de 1974 - 19 de juliol de 2021) fou un arquer escocès, vencedor de dues medalles olímpiques.
El 1992 va prendre part en els Jocs Olímpics d'Estiu de Barcelona, on va disputar dues proves del programa de tir amb arc. En ambdues, la prova individual i la competició per equips va guanyar la medalla de plata.
Poc després es va retirar de la competició, però quan es va fer públic que el 2012 acolliria uns Jocs Olímpics va decidir tornar a competir. Ràpidament va aconseguir bons resultats, com ara l'or per equips en la competició de Varese de la Copa del Món de 2007, i una quarta posició en els Campionats del Món a l'aire lliure de Leipzig d'aquell mateix any. Aquests èxits el van dur a ser seleccionat per disputar els Jocs Olímpics de 2008 de Pequín, on va quedar eliminat en sèries en les dues proves que disputà.
El 2012, als Jocs de Londres, va disputar els seus tercers, i darrers, Jocs Olímpics. Com el 2008, quedà eliminat en sèries en les dues proves que disputà.
Poc després es tornà a retirar, aquesta vegada de manera definitiva. Morí el juliol de 2021 per culpa d'un càncer.